# Gerhard Strack
Pour les articles homonymes, voir Strack.
Gerhard Strack, dit Gerd Strack, est un footballeur allemand né le 1er septembre 1955 à Kerpen (Allemagne de l'Ouest) et mort le 21 mai 2020.

## Carrière
- 1974-1985 : FC Cologne  Allemagne de l'Ouest
- 1985-1987 : FC Bâle  Suisse
- 1987-1988 : Fortuna Düsseldorf  Allemagne de l'Ouest